# Efrem Zimbalist
Pour les articles homonymes, voir Efrem Zimbalist II et Zimbalist.
Répertoire
- Concerto pour violon de Gian Carlo Menotti

Efrem Zimbalist (en russe : Ефрем Александрович Цимбалист, Efrem Aleksandrovitch Tsimbalist), né le 9 avril 1889 (21 avril dans le calendrier grégorien) à Rostov-sur-le-Don (Empire russe) et mort le 22 février 1985 à Reno (Nevada, États-Unis), est un violoniste, chef d'orchestre et compositeur américain d'origine russe.

## Biographie
Il naît à Rostov-sur-le-Don, en Russie, dans une famille juive. Son père est chef d'orchestre. À neuf ans, Efrem est déjà le premier violon de l'orchestre de son père. À douze ans, il entre au Conservatoire de Saint-Pétersbourg dans la classe de Leopold Auer. Son diplôme obtenu, il débute à Berlin dans le Concerto pour violon de Brahms et à Londres en 1907, puis aux États-Unis en 1911 avec l'Orchestre symphonique de Boston. Il émigre dans ce pays et épouse la soprano américaine Alma Gluck. Ils font plusieurs tournées ensemble mais elle meurt en 1938.
Entre-temps, Zimbalist est devenu depuis 1928 professeur à l'institut de musique Curtis de Philadelphie. En 1943, il épouse la fondatrice de cette école, Mary Louise Curtis, qui meurt en 1970. Directeur de l'institut de 1941 à 1968, il a pour élèves Aaron Rosand, Shmuel Ashkenasi (en), Oscar Shumsky, Felix Slatkin et Max Rabinovitsj.
Efrem Zimbalist a arrêté sa carrière de violoniste en 1949 mais il revient sur scène en 1952 pour créer le Concerto pour violon de Gian Carlo Menotti dont il est le dédicataire. Il se retire de nouveau en 1955. On le retrouve en 1962 et 1966 au jury du Concours international Tchaïkovski.
Également compositeur, ses œuvres incluent un concerto pour violon, une rhapsodie américaine et un poème symphonique, Daphnis et Chloé.
Il meurt en 1985 à l'âge de 95 ans.
Son fils Efrem Zimbalist II,, et sa petite-fille Stephanie Zimbalist sont des acteurs américains populaires.

## Source
- (en) Cet article est partiellement ou en totalité issu de l’article de Wikipédia en anglais intitulé « Efrem Zimbalist » (voir la liste des auteurs).

- Jean-Michel Molkhou: Les grands violonistes du XXe siècle (Buchet-Chastel